# Clara Geoffroy
 (novembre 2015).
Si vous disposez d'ouvrages ou d'articles de référence ou si vous connaissez des sites web de qualité traitant du thème abordé ici, merci de compléter l'article en donnant les références utiles à sa vérifiabilité et en les liant à la section « Notes et références ».
Clara Geoffroy, née le 8 octobre 1917 à Paris 12e et morte le 15 avril 2006 à Paris 20e, est une militante de la gauche communiste française.

## Biographie
Clara Geoffroy nait en 1917 dans une famille de militant de gauche. Sa mère, Rebecca Grinberg, infirmière, avait milité au parti ouvrier social-démocrate russe avant d'immigrer en France. Son père, Paul Geoffroy, militant de la CGT, adhère dès 1920 au parti communiste. C'est sous son influence que Clara rejoint les jeunesses communistes en 1929. 
A 16 ans, le voyage qu'elle fait à Moscou pour rendre visite à la famille de sa mère lui fait perdre ses illusions sur le régime soviétique. Deux ans plus tard, elle rejoint l'Union communiste, animée par Gaston Davoust. C'est dans ce cadre qu'elle rencontre Marc Chirik avec qui elle restera liée toute sa vie.
Elle fréquente alors Szajko Schönberg dit « Laroche » et Jean Malaquais. Elle participe à l'animation de la fraction française de la gauche communiste internationale.
En 1940, avec Benjamin Feingold, elle parvient à organiser l'évasion de Chirik, interné dans un camp allemand à Angoulême.
Pendant la guerre, réfugiée à Marseille, elle participe aux activités de l'Œuvre de secours aux enfants, qui sauve plusieurs milliers d'enfants juifs de la déportation et de la mort.
Après guerre, revenue à Paris, elle participe à la création de la Gauche communiste de France, puis à sa dissolution en 1952, lorsque Chirik, persuadé de l'éminence d'une troisième guerre mondiale, s'installe au Vénézuela. Elle le rejoint d'ailleurs quelques mois plus tard, s'installant avec leur fils Marc à Caracas où elle fonde le collège Jean-Jacques Rousseau,concurrent d'un autre établissement français, catholique celui-là.
Elle est cependant contrainte de liquider cette école à la suite des démêlés de son fils Marc avec la justice vénézuélienne, qui lui reproche son implication dans un groupe révolutionnaire appelé Internacionalismo. Elle parvient à éviter la confiscation des biens familiaux, et à revenir en 1969 en France où Chirik l'avait précédée d'un an.
En 1972, elle participe à la création du groupe Révolution internationale, constituée par la fusion du cercle constitué autour de Chirik et Josep Rebull, les conseillistes de Clermont-Ferrand menés par Guy Sabatier et l'équipe de la revue Cahiers du communisme de conseil de Robert Camoin.
Elle milite ensuite au sein du Courant communiste international qui réunit plusieurs groupes et groupuscules de la gauche communiste.
Sans rompre avec le CCI, elle conserve jusqu'à la fin de sa vie des liens avec tous les dissidents, de plus en plus nombreux, qui en sont exclus, refusant la logique sectaire de cette petite organisation.